# Fontaine-lès-Luxeuil
Fontaine-lès-Luxeuil település Franciaországban, Haute-Saône megyében. Lakosainak száma 1329 fő (2022. január 1.). Fontaine-lès-Luxeuil Corbenay, Fougerolles-Saint-Valbert, Hautevelle, Luxeuil-les-Bains és Saint-Loup-sur-Semouse községekkel határos.

## Népesség
A település népességének változása:
| Lakosok száma | 1425 | 1379 | 1385 | 1351 | 1340 | 1327 | 1328 | 1328 | 1329 |
|               | 2013 | 2015 | 2016 | 2017 | 2018 | 2019 | 2020 | 2021 | 2022 |